# Derrapatge

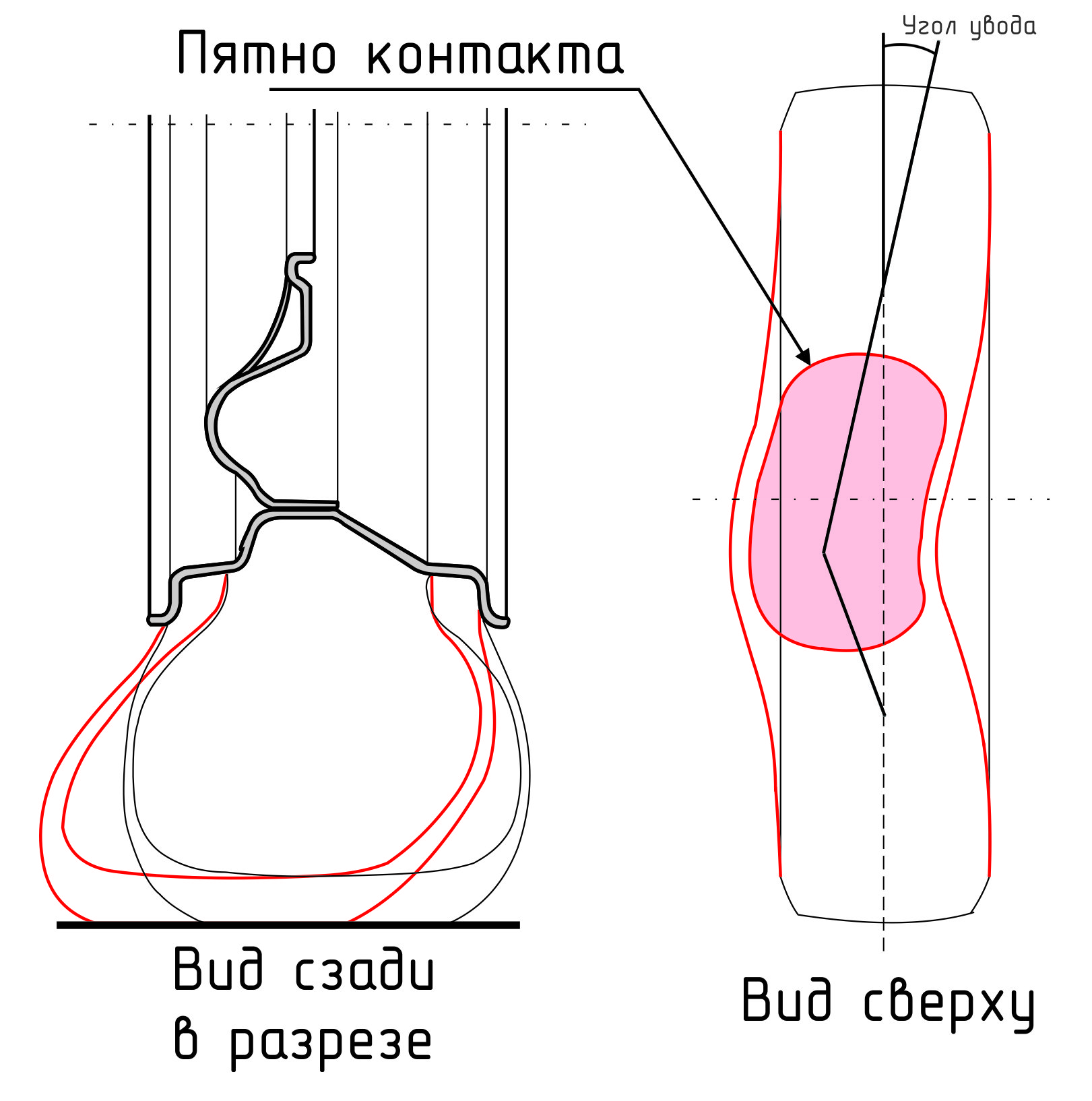
Punt de derrapatge

El derrapatge és, dins la dinàmica de vehicles, el moviment relatiu entre un pneumàtic i la superfície de la carretera sobre la qual es mou. Aquest derrapatge pot ser generat tant per la velocitat de gir del pneumàtic: si és més gran o més petita que la velocitat de gir lliure (que normalment s'expressa en percentatge de derrapatge), com per l'angle que guarda el pla de rotació del pneumàtic, respecte la seva direcció de moviment (referit com angle de derrapatge).

## Derrapatge lateral

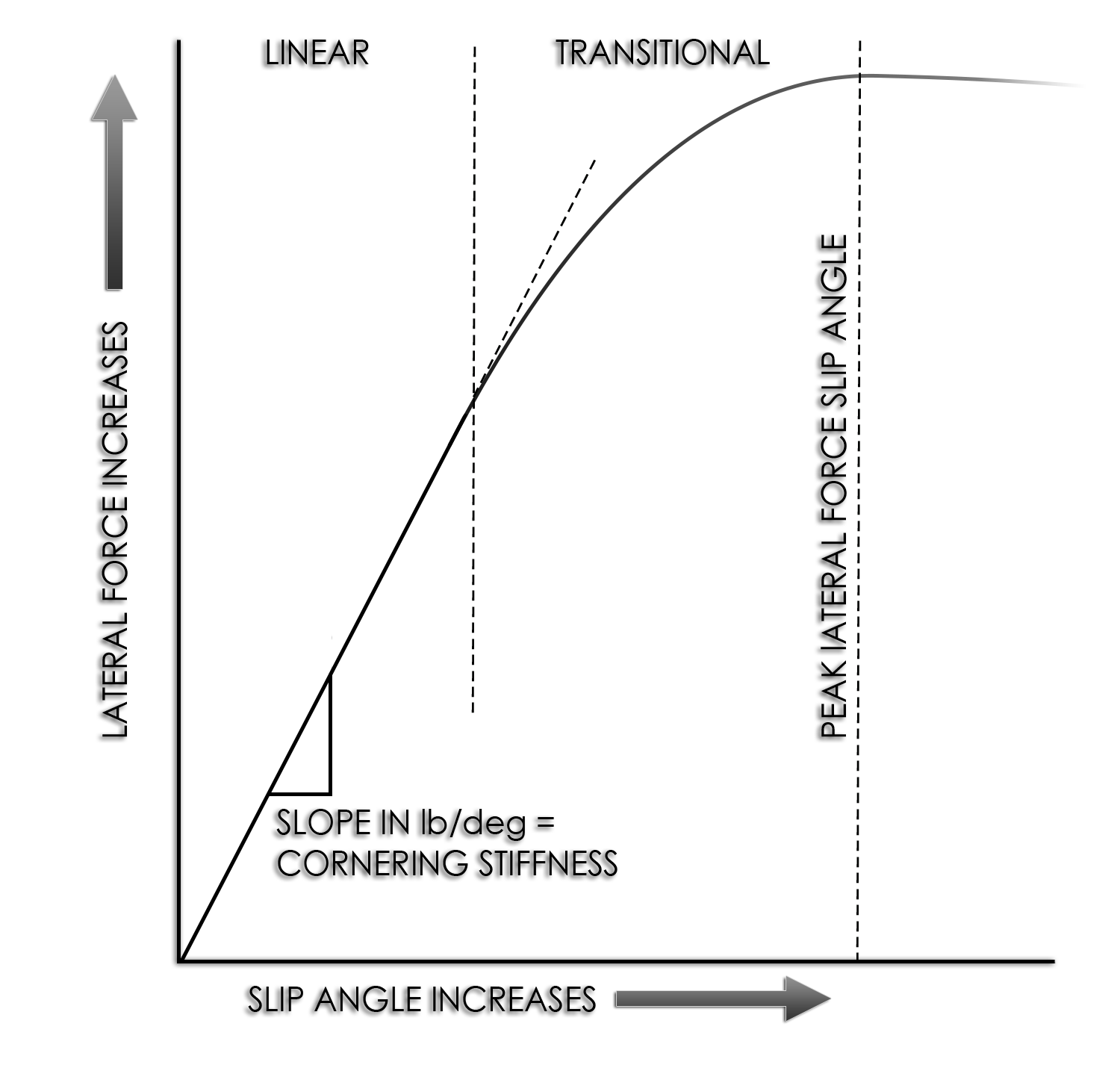
Angle de derrapatge

El derrapatge lateral d'un pneumàtic és el moviment lateral d'un pneumàtic que ocorre quan les forces laterals aplicades sobre el pneumàtic són més grans que la seva resistència de fricció amb el terra.
Això pot ocórrer, per exemple, en els viratges.
L'angle de derrapatge lateral pot ser definit com:
{\displaystyle \alpha =\arctan \left({\frac {v_{y}}{|v_{x}|}}\right)}

## Derrapatge longitudinal
El derrapatge longitudinal és generalment donat com a percentatge de la diferència entre la velocitat de la superfície de la roda comparada amb la velocitat entre l'eix de la roda i la superfície de carretera, expressat com:
{\displaystyle derrapatge={\frac {\omega r-v}{v}}}
On {\displaystyle \omega } és la velocitat angular de la roda, 
{\displaystyle r} és el radi de la roda al punt de contacte
{\displaystyle v} és la velocitat del vehicle, respecte terra
Un derrapatge positiu indica que les rodes estan girant. Un derrapatge negatiu indica que les rodes estan derrapant.
{\displaystyle \omega r=0}, significa que el derrapatge és -100%. Rodes derrapant sense girar (p.e.: frens bloquejats)
{\displaystyle \omega r}≠{\displaystyle 0} i {\displaystyle v=0} significa {\displaystyle derrapatge=\infty }.